# Con đường Triết gia
Con đường Triết gia (哲学の道 Tetsugaku-no-michi, dịch sát nghĩa là "con đường đi bộ của nhà triết học") là lối đi dành cho khách bộ hành men theo ngòi nước nhỏ vùng chân núi ở phía tây Kyoto, Nhật Bản. Con đường nằm trên trục bắc nam, chạy từ Ginkakuji (Ngân Các tự) đến Nanzenji (Nam Thiền tự).

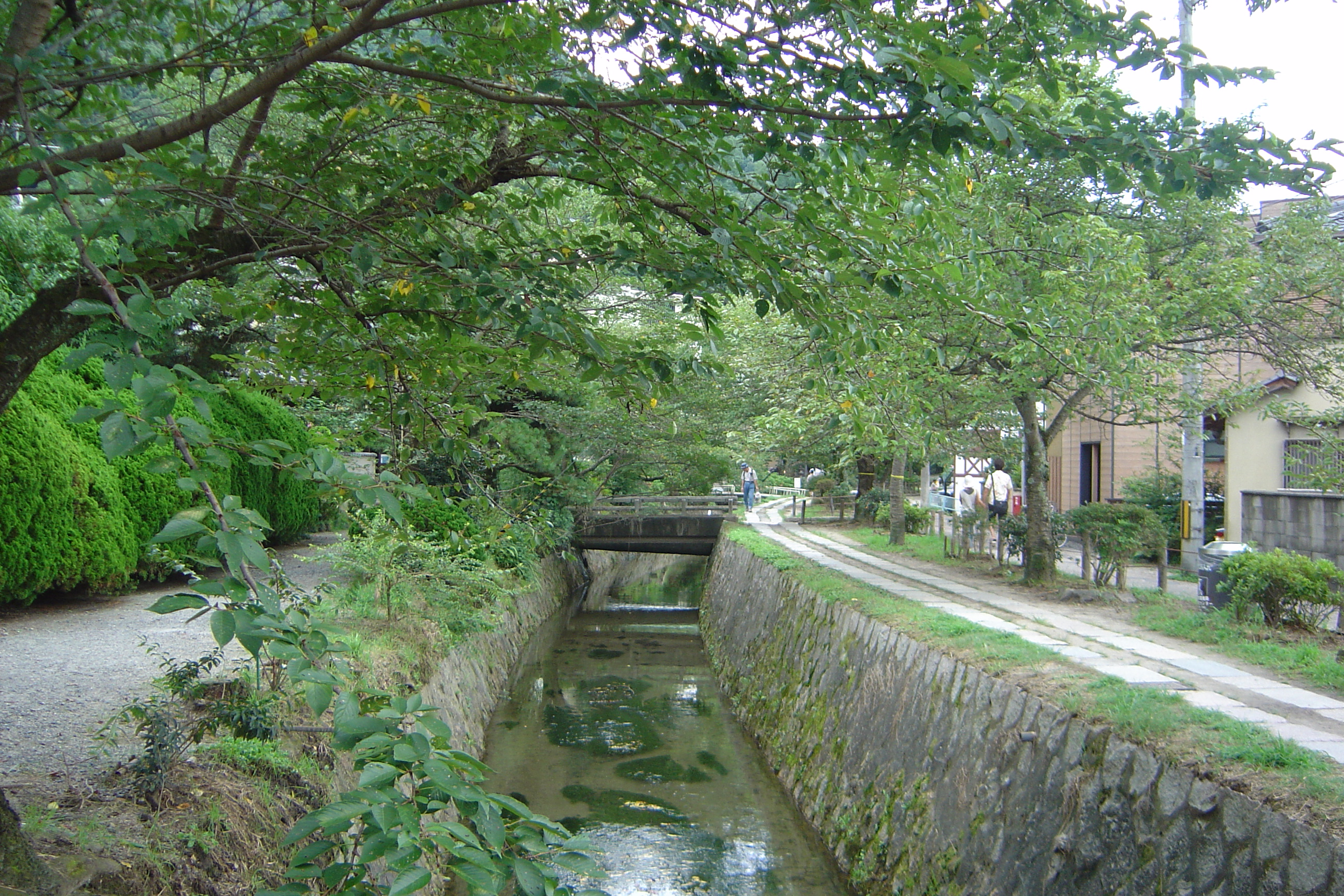
Con đường Triết gia xanh lá mùa hè

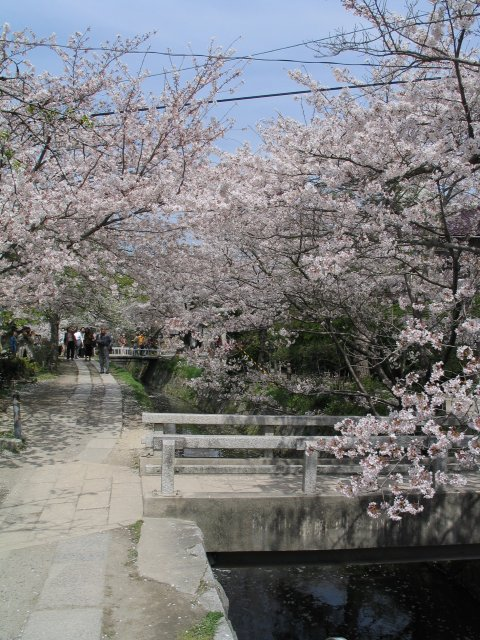
Vào mùa xuân, cây anh đào nở rộ

Bản đồ

Tương truyền là triết gia Nhật Bản Kitaro Nishida, giáo sư Viện Đại học Kyoto thường đi bách bộ dọc con kênh này để định trí. Hai bên cảnh trí êm đềm, yên tĩnh với cảnh vật thiên nhiên xen cùng những cổ tự như Eikan-do Zenrin-ji (Vĩnh Quan đường Thiền Lâm tự) và Honen-in (Pháp Nhiên viện) nên hai mùa xuân thu cây cỏ thay lá, đơm hoa, du khách đến xem đông đảo. Đây là một thắng cảnh ở Kyoto.